# Congregazione slava
La Congregazione Slava (in latino Congregatio Slava S. Adalberti et S. Margaritae) è una delle congregazioni monastiche di diritto pontificio che compongono la confederazione benedettina.

## Storia

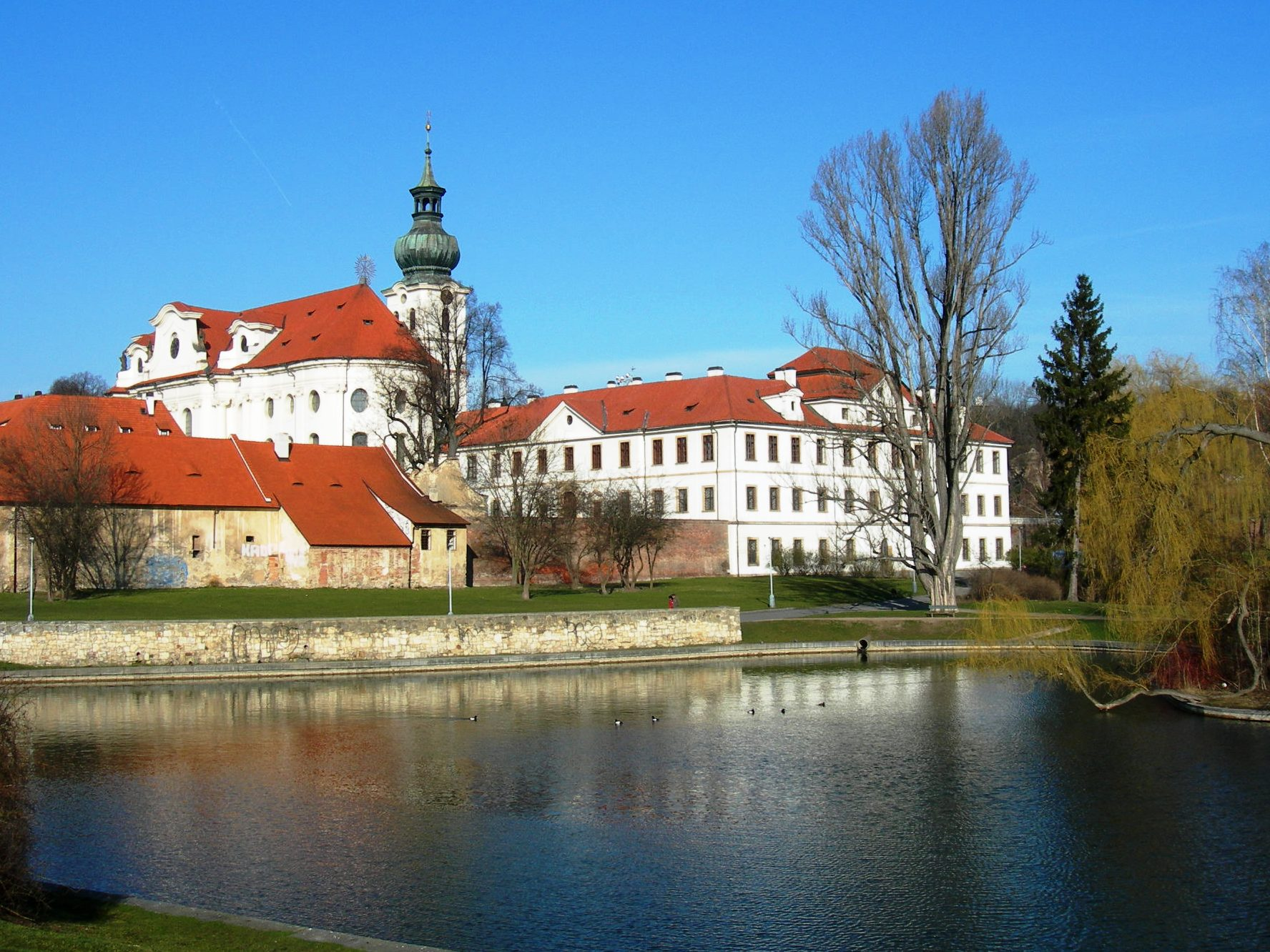
L'abbazia di Břevnov

La congregazione monastica fu eretta da papa Pio XII con decreto del 12 novembre 1945 con lo scopo, da una parte, di creare un legame giuridico tra comunità benedettine vicine per lingua e cultura e, dall'altra, di lavorare per l'unione con i cristiani orientali di ceppo slavo.
Confluirono nella congregazione: l'abbazia di Břevnov a Praga, fondata nel 993 da sant'Adalberto; l'abbazia di Broumov, filiazione di Břevnov, autonoma dal 1939; l'abbazia di Emauzy a Praga, fondata nel 1348 dall'imperatore Carlo IV e restaurato nel 1880 dai monaci di Beuron; l'abbazia di Rajhrad, fondata nel 1048 dai benedettini di Břevnov. Alla congregazione appartenevano anche i priorati di Ćokovac, in Croazia, di Lubin, in Polonia, e il monastero della Madonna delle Grazie a Norcia.
Dopo la fine della seconda guerra mondiale, le comunità vennero disperse dalle autorità comuniste.

## Statistiche
Alla fine del 2011 la congregazione contava la sola casa di Břevnov, presso Praga, con 12 religiosi, 8 dei quali sacerdoti.